# Intervención militar en Libia de 2011
La intervención militar en Libia de 2011 fue una operación militar multinacional desarrollada bajo el amparo de la ONU, con el objetivo de cumplir lo dispuesto por la Resolución 1973 del Consejo de Seguridad de las Naciones Unidas en la que se autorizaba la adopción de «todas las medidas necesarias  [...] para proteger a los civiles y las zonas pobladas por civiles que estén bajo amenaza de ataque» de las fuerzas leales al régimen de Muamar el Gadafi y en la que se establecía la «prohibición de todos los vuelos en el espacio aéreo», al tiempo que se autorizaba a adoptar «todas las medidas necesarias para hacer cumplir» dicha prohibición.
La resolución y la subsecuente intervención militar surgen en respuesta a la represión del gobierno libio hacia los manifestantes que iniciaron sus protestas en distintos lugares del país, exigiendo reformas democráticas. Estos sucesos se enmarcan en el conjunto de las revoluciones ocurridas en el mundo árabe a lo largo del año 2011.
Las operaciones militares comenzaron el 19 de marzo de 2011, con el ataque de los cazas Rafale del Ejército del Aire Francés a un número indeterminado de carros de combate de las fuerzas leales al gobierno de Gadafi, que fueron destruidos. Esa misma noche, las fuerzas navales estadounidenses y británicas iniciaron el lanzamiento de más de 110 misiles de crucero Tomahawk por parte de, las incursiones aéreas del Ejército del Aire Francés y la Fuerza Aérea Real Británica, y un bloqueo naval establecido por la Marina Real Británica.
La coalición inicial formada por Bélgica, Canadá, Catar, Dinamarca, España, Estados Unidos, Francia, Italia, Noruega y Reino Unido se amplió posteriormente hasta llegar a 16 países. La mayoría de los miembros de la coalición solo se ocuparon de hacer cumplir la zona de exclusión aérea y el bloqueo naval, siendo Francia, Reino Unido y Estados Unidos los países que lideraron las primeras operaciones militares ofensivas.
El 23 de marzo la OTAN tomó el control del embargo de armas decretado en las resoluciones 1970 y 1973 del Consejo de Seguridad de las Naciones Unidas. El día 31 asumió, además, el mando del conjunto de las operaciones que se estaban llevando a cabo en Libia.
La intervención militar recibió distintos nombres en clave según el país: Operación Amanecer de la Odisea (Estados Unidos), Operación Harmattan (Francia), Operación ELLAMY (Reino Unido), Operación MOBILE (Canadá). El nombre estadounidense también fue asumido por las fuerzas armadas de Italia, Dinamarca, Noruega y Bélgica (donde también recibió la denominación Operación Freedom Falcon). Por su parte, la OTAN usó el nombre Operación Protector Unificado cuando tomó el mando del embargo de armas y lo mantuvo cuando asumió el control de todas las operaciones.

## Antecedentes
Siguiendo el ejemplo de las manifestaciones surgidas en Túnez y Egipto y que significaron la caída de sus respectivos gobernantes, se iniciaron en Libia una serie de protestas contra el líder libio, Muamar el Gadafi. Las autoridades respondieron con una brutal represión y las manifestaciones se transformaron en una revuelta que se extendió rápidamente por el este del país y diversas zonas del oeste. Con el fin de parar la rebelión, el gobierno de Trípoli recurrió al ejército y a las fuerzas aéreas.
La Liga Árabe suspendió la membresía de Libia y apoyó el establecimiento de una zona de exclusión aérea en este país.
La Interpol emitió una alerta contra Gadafi y quince altos cargos libios por haber participado en ataques planeados contra la población civil, incluidos bombardeos aéreos.
El Consejo de Seguridad de las Naciones Unidas, por medio de la resolución 1970, autorizó que la Corte Penal Internacional investigara posibles violaciones de los derechos humanos, dictó un embargo de armas, limitó la libertad de movimientos de Gadafi y personas vinculadas a él, y ordenó la congelación de sus activos financieros. Declararían posteriormente que centenares de protestantes civiles fueron asesinados indiscriminadamente por el gobierno de Gadaffi.
Gadafi realizó entonces una serie de comunicados amenazando a los países que intentaran intervenir en el conflicto. Su defensa se basaba en que los rebeldes eran respaldados por Al Qaeda.
La ONU
 y distintas organizaciones pidieron una zona de exclusión aérea sobre Libia para evitar que continuaran los ataques aéreos contra los rebeldes libios.
Ante los supuestos ataques indiscriminados contra la población civil, el gobierno estadounidense presionó a la ONU para que autorizara el uso de la fuerza contra las fuerzas leales a Gadafi. Ese mismo día, el Consejo de Seguridad de la ONU aprobó el establecimiento de una zona de exclusión aérea sobre Libia con la Resolución 1973, autorizando el inicio de los ataques sobre Libia.
El 18 de marzo Estados Unidos, Reino Unido y Francia comenzaron a preparar el envío de aviones para imponer la zona de exclusión aérea aprobada el día anterior por la ONU. A la espera de este acontecimiento los rebeldes aprovechan y atacan a las fuerzas gubernamentales cerca de la frontera tunecina en Nalut.
La flota estadounidense desde ese día ya estaba en aguas mediterráneas para proceder al ataque a Libia. Se encontraban allí los buques de asalto anfibio estadounidenses USS Kearsarge y USS Ponce junto al submarino de ataque clase Los Ángeles USS Providence, el buque de mando de clase Blue Ridge USS Mount Whitney y los destructores lanzamisiles de la clase Arleigh Burke USS Mason, USS Barry y USS Stout.
Este mismo día Gadafi anunciaba una tregua ante el temor de la intervención de las potencias occidentales en el establecimiento de la zona de exclusión aérea. Sin embargo Associated Press y Al-Arabiya informaron que las batallas de Ajdabiya y Misurata continuaban.

## Resolución del Consejo de Seguridad de las Naciones Unidas
El 17 de marzo, el Consejo de Seguridad de las Naciones Unidas aprobó la Resolución 1973 por la que se autoriza la adopción de todas las medidas necesarias para «proteger a la población civil» y el establecimiento de una zona de exclusión aérea. La resolución contó con diez votos a favor, ninguno en contra y seis abstenciones.
| A favor (10) | Abstención (5)                              | En contra (0) |
| --- | ------------------------------------------- | ------------- |
| - Bosnia y Herzegovina - Colombia - Estados Unidos - Francia - Gabón - Líbano - Nigeria - Portugal - Reino Unido - Sudáfrica | - Alemania - Brasil - China - India - Rusia |               |
| En negrita, los miembros permanentes del Consejo de Seguridad.                                                               |                                             |               |

Menos de 24 horas después de que se aprobara la Resolución 1973, el ministro de Exteriores de Libia, Musa Kusa, declaró el alto al fuego, en respuesta a la resolución del Consejo de Seguridad. Sin embargo, la artillería libia gadafista continuó con los ataques, esta vez en Misurata y Ajdabiya, los soldados leales al gobierno continuaron su avance sobre Bengasi.
Según una encuesta de Gallup realizada entre marzo y abril de 2012, una encuesta a 1.000 libios mostró que el 75% de los libios estaba a favor de la intervención de la OTAN, frente un 22% que se oponía. Una encuesta posterior a la guerra de Orb International, realizada a 1.249 libios, reveló un amplio apoyo a la intervención: el 85% de los libios manifestó su firme apoyo a las medidas adoptadas para derrocar al régimen de Gadafi.

## Intervención militar

### Inicio de la ofensiva

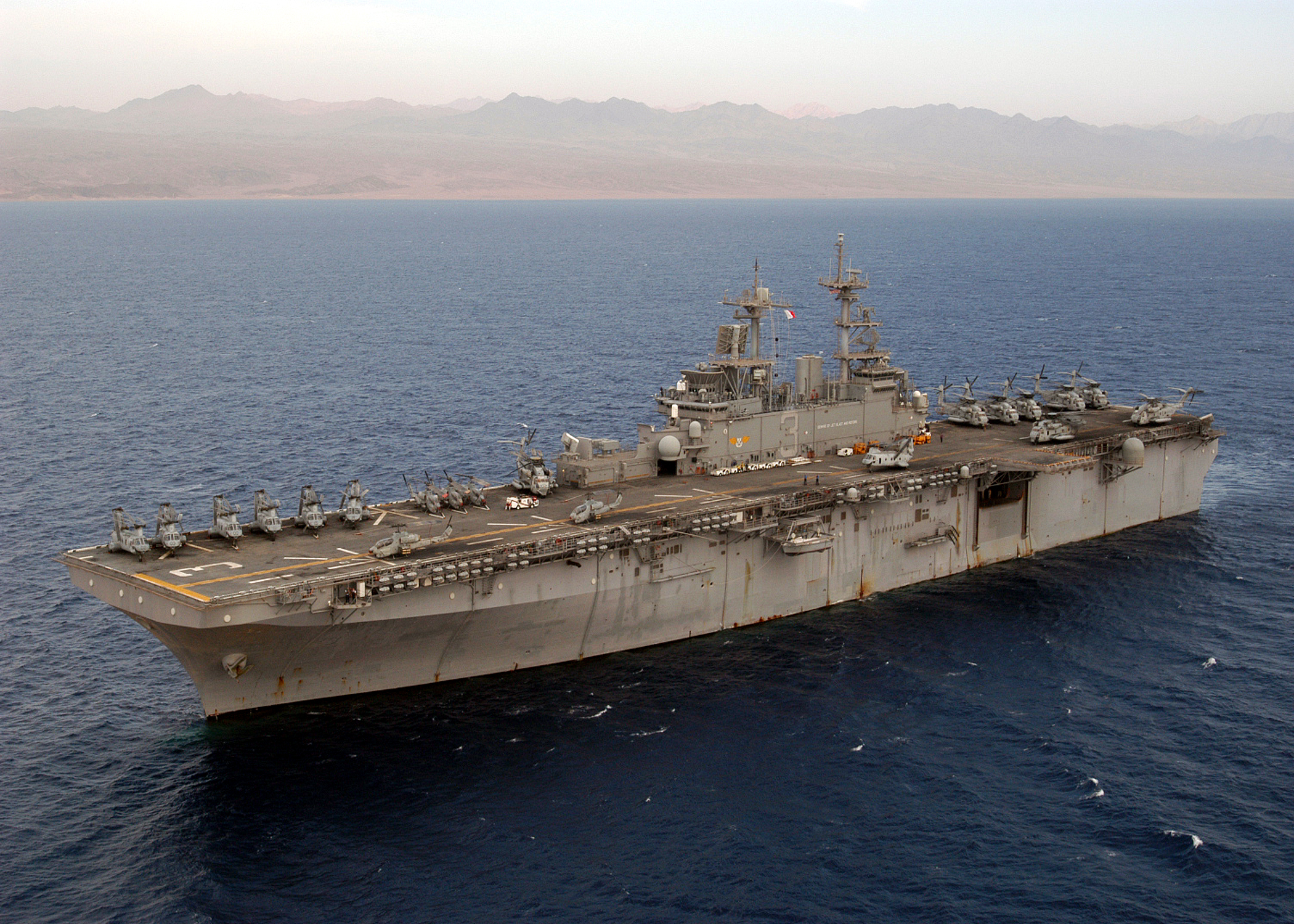
El buque de asalto anfibio estadounidense USS Kearsarge.

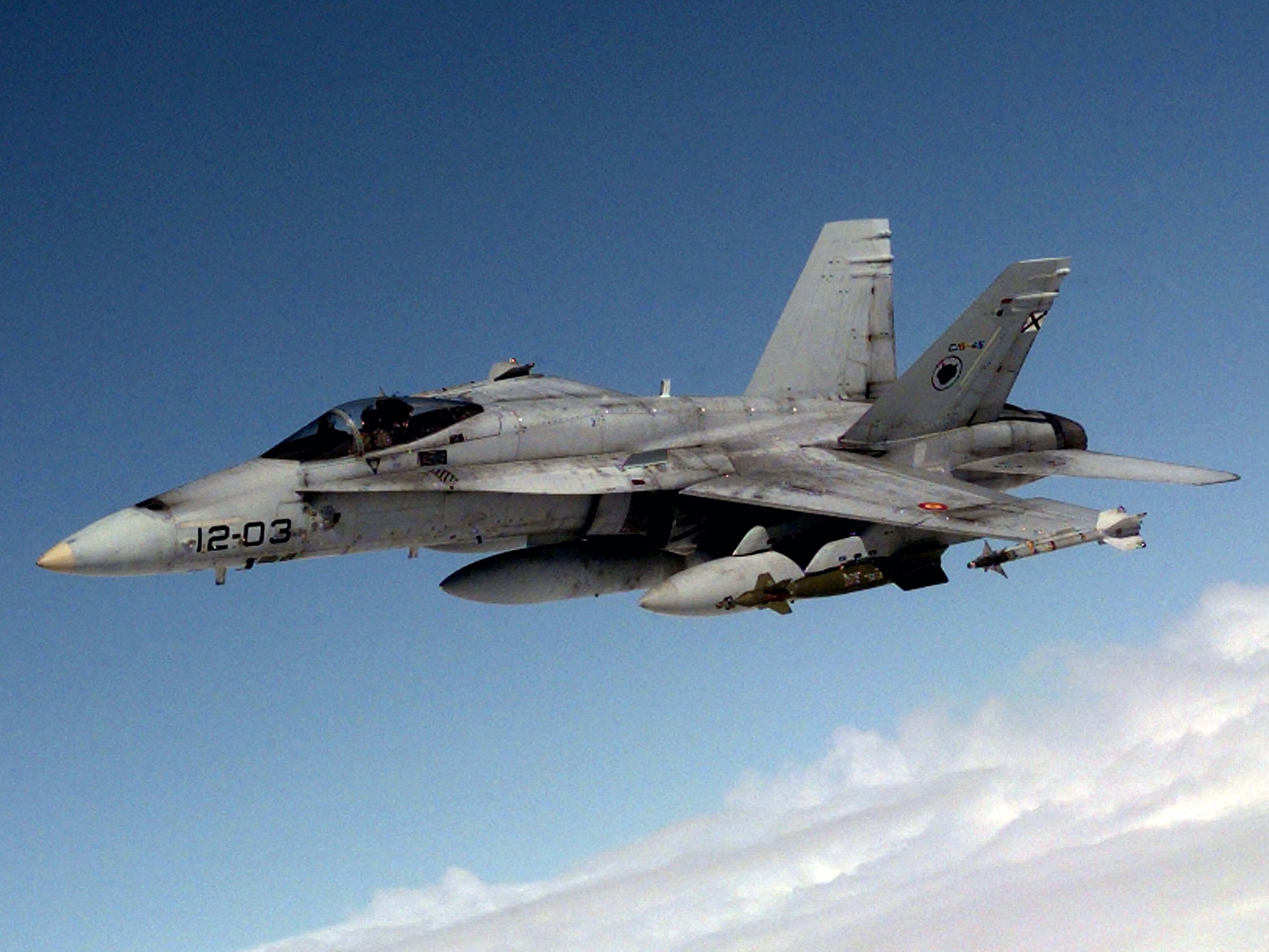
Caza español EF-18A Hornet.

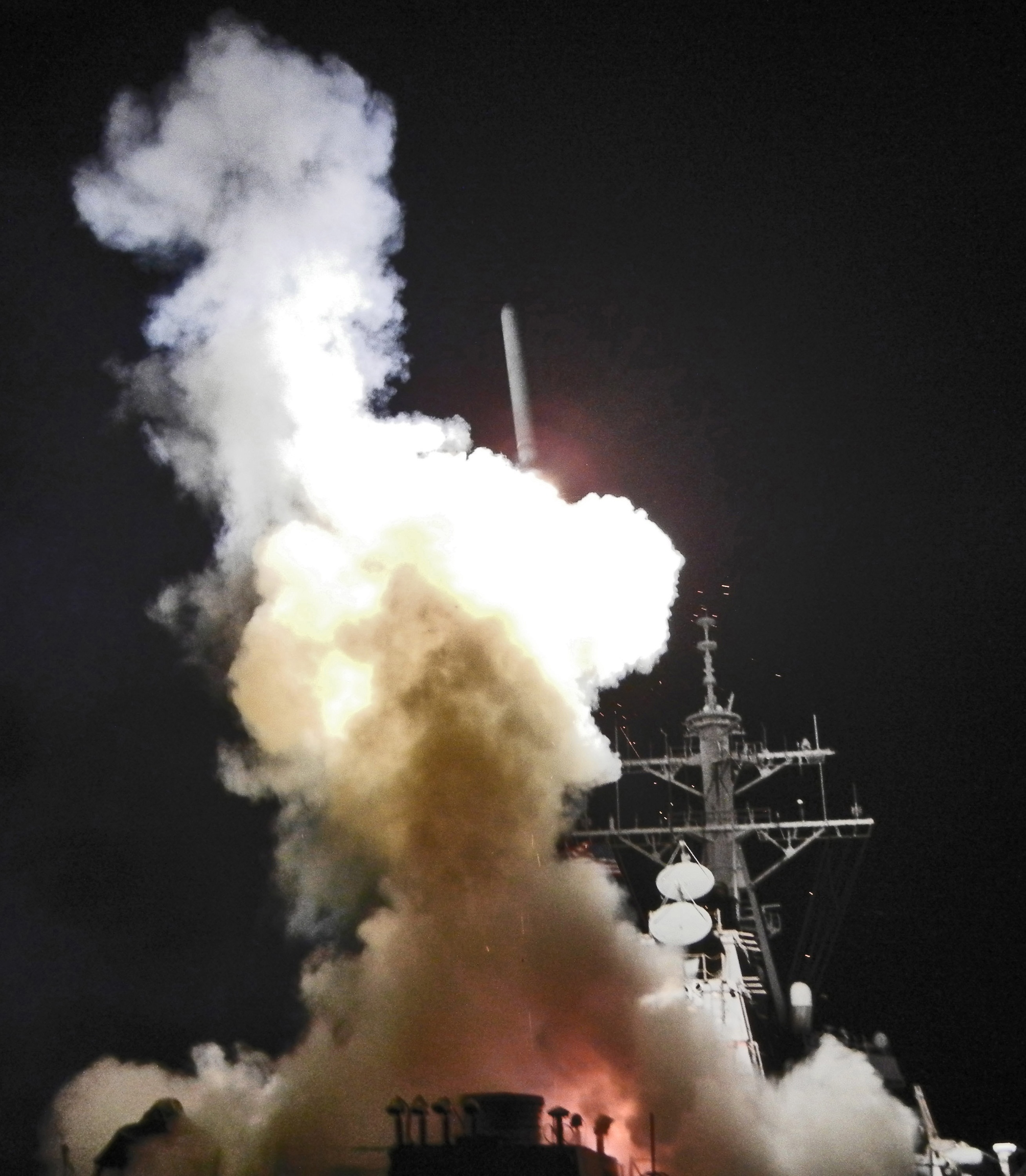
Lanzamiento de un misil Tomahawk desde el destructor USS Barry.

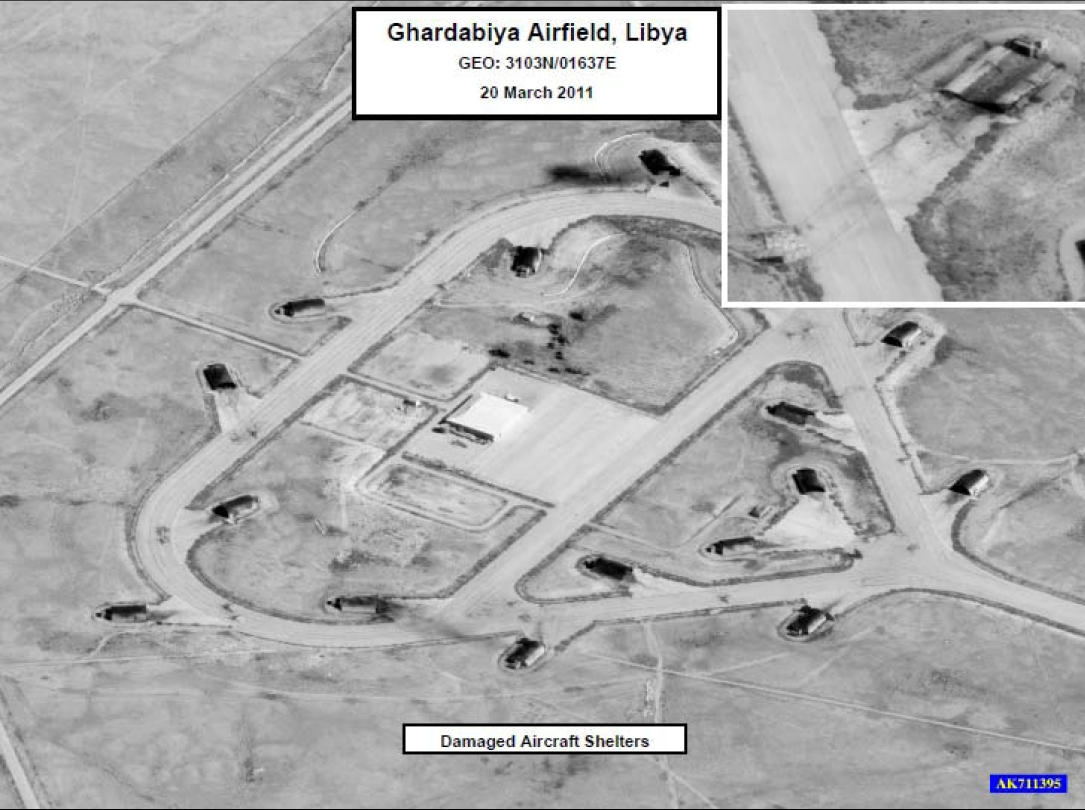
Imagen del aeródromo de Ghardabiya en Libia con los hangares dañados por los bombardeos de esta operación.

El 19 de marzo, las fuerzas leales a Gadafi continuaban atacando a la población de Bengasi tanto por tierra como por aire, ignorando el ultimátum de la ONU. Es entonces cuando Francia decide intervenir usando 20 aviones de guerra. Los primeros objetivos fueron cuatro tanques del ejército libio.
Más tarde, por la noche, los aviones norteamericanos y británicos se unieron a los franceses en la defensa de civiles libios contra las tropas leales en Libia, atacando las defensas aéreas en la parte occidental del país, alcanzando objetivos cerca de Trípoli y Misurata, la tercera ciudad más grande del país.
El Pentágono y el ministro de Defensa Británico, confirmaron que, conjuntamente, barcos HMS Triumph S93 y de la Armada de los Estados Unidos habían lanzado más de 110 misiles Tomahawk junto con ataques aéreos sobre las instalaciones militares libias, tanto en el interior como en la costa.
Inicialmente, la operación estuvo al mando del USAFRICOM, comandada por el general Carter Ham. El comando táctico de la operación se ejecutó a partir del buque de mando USS Mount Whitney (LCC-20) en el mar Mediterráneo bajo el mando del almirante Sam Locklear, comandante de las Fuerzas Navales de los Estados Unidos en Europa. El secretario de Defensa de los Estados Unidos, Robert Gates, indicó que el control de la operación sería transferido a las autoridades francesas y británicas, o de la OTAN, en cuestión de días.

### Ataques posteriores
Tras la ofensiva llevada a cabo por el Reino Unido en Trípoli junto a la Fuerza Aérea y la Armada de los Estados Unidos, también se bombardearon las ciudades de Misrata, Zuara y Bengasi, en la cual el gobierno libio denuncio el asesinato de varios civiles por ambas fuerzas.
El 24 de abril un avión no tripulado Predator estadounidense lanzó un ataque que, según indicaría más tarde el Pentágono, sucedió a media tarde, sin señalar con exactitud los blancos del bombardeo y con autorización del Presidente Barack Obama.
En tanto la cadena de televisión Al Arabiya dijo que fuerzas de la OTAN bombardearon edificaciones pertenecientes al gobierno libio cerca del complejo de edificaciones de Gadafi en Trípoli el 17 de mayo, mientras que las tropas libias atacaron con fuego de artillería la ciudad de Yefren, en el oeste del país.
La incursión sucede dos días después que el secretario de Defensa Robert Gates dijera que el presidente de Estados Unidos Barack Obama había aprobado el uso de los aviones no tripulados Predator armados en la misión militar en Libia y que los vehículos aéreos no tripulados podían ofrecer capacidades únicas a las fuerzas de la OTAN que operan en el país del norte de África.
El 20 de mayo la OTAN lanzó el mayor ataque a la Armada libia con bombardeos en tres puertos destinados a proteger la cercana ciudad portuaria y rebelde de Misurata, informó la alianza.
En la madrugada del 24 de mayo una serie de bombardeos sobre Trípoli causó al menos tres muertes y más de 150 personas resultaron heridas. Cerca de veinte misiles fueron lanzados contra un cuartel de la guardia popular oficial de Gadafi, en el que se encontraban unidades voluntarias de apoyo al ejército. El portavoz del gobierno libio, Musa Ibrahim, informó de que la mayoría de los muertos y heridos eran civiles que vivían cerca del cuartel.
El 28 de mayo, se realizaron los primeros bombardeos diurnos en Libia con el fin de aumentar la presión sobre el coronel Gadafi.
En un comunicado, la OTAN indicó que sus aviones de combate hicieron blanco en Trípoli, en Sirte (ciudad natal de Gaddafi), en Mizdah y Hun, mientras continuaban los enfrentamientos entre las tropas leales al régimen libio y los combatientes opositores en la ciudad de Ajdabiya.
La intensificación de ataques de la OTAN se dio después de que el G8 (el grupo de los países más industrializados) afirmó que Gadafi había perdido su legitimidad y que debía irse de Libia, advirtiendo sobre un endurecimiento de las acciones militares.
El portavoz del gobierno libio, Musa Ibrahim, informó que los bombardeos de la OTAN y de la coalición internacional mataron a 718 civiles e hirieron a 4,067, entre el inicio de sus operaciones en Libia, el 19 de marzo, y el 26 de mayo. "Desde el 19 de marzo y hasta el 26 de mayo, tuvimos 718 mártires entre los civiles y 4,067 heridos, 433 de ellos graves", declaró Ibrahim durante una rueda de prensa citando un balance del ministerio libio de Salud.
El 14 de junio el presidente sudafricano, Jacob Zuma, arremete contra la OTAN, argumentando que la organización está haciendo mal uso de la resolución de Naciones Unidas destinada a proteger a los civiles con el «cambio de régimen, asesinatos políticos y la ocupación militar extranjera».
El 27 de junio la Corte Penal Internacional da órdenes de arresto contra el líder libio Muamar Gadafi, a su hijo Saif al Islam Gadafi, y su hermano-en-ley, Abdullah al-Sanussi.
En julio se produce una ofensiva rebelde desde Djebel Nefusa, y el Grupo de Contacto reconoce al CNT como la «autoridad gubernamental legítima».
El 27 de julio después de recibir asilo en los Estados Unidos, al-Obeidy llega a Nueva York, y luego sube a un vuelo hacia el destino donde se reside. Su llegada a los Estados Unidos se produce después de que pasa 54 días en un Alto Comisionado para los Refugiados en Rumania.
El 28 de julio los líderes rebeldes anuncian que el comandante del ejército rebelde de Libia fue asesinado en Benghazi, junto con dos oficiales de alto rango, apenas unas horas después de conseguir grandes éxitos en el campo de batalla.
El 15 de agosto Gadafi insta a Libia para luchar contra las fuerzas de oposición y «limpiar esta tierra dulce y honorable». En un discurso transmitido por la televisión estatal.
Por su parte el coronel Roland Lavoie, un portavoz de la operación militar de la OTAN, dice a los reporteros que «las fuerzas anti-Gadafi están asumiendo el control de los enfoques clave de Trípoli». Un portavoz del gobierno de Gadafi ofrece una visión diferente sobre el conflicto.
El 18 de agosto el primer ministro libio al-Baghdadi al-Mahmoodi dice que los militares son «lo suficientemente potentes como para terminar esta batalla» a su favor, pero advirtió que el costo sería demasiado alto, volver a llamar al diálogo para solucionar pacíficamente la crisis en vez de una solución militar. Mientras tanto, un hermano de Ibrahim Moussa, el portavoz del gobierno en Trípoli, fue asesinado la noche del jueves por aviones de la OTAN.
El 19 de agosto funcionarios de EE.UU. dicen que Gadafi podría estar haciendo preparativos para una «última batalla» en Trípoli como un mes de duración, la OTAN decide continuar la campaña aérea en medio de informes de los avances por parte de los rebeldes.
El 20 de agosto rebeldes libios han llevado su lucha dentro de Trípoli, donde el líder libio es asediado. El portavoz del gobierno Ibrahim Musa insiste en que todo es seguro y bueno. Él dice que la capital de Libia sigue bajo el control del gobierno. Las autoridades libias rechazan las alegaciones de que Gadafi está en busca de refugio para su familia, diciendo que ni el líder ni su esposa e hijos tienen un plan para salir del país.
El 21 de agosto los rebeldes irrumpen en Trípoli y combaten contra las tropas del régimen por el control de la capital. La OTAN bombardea el cuartel general de Gadafi y un aeropuerto en Trípoli.
Un día después, el 22 de agosto los rebeldes llegan al corazón de Trípoli y controlan buena parte de la capital libia. Miles de personas celebran su llegada en diversos barrios y la céntrica Plaza Verde de la ciudad. Tres de los hijos de Muamar el Gadafi, Saif el Islam, Saadi y Mohamed, son capturados por las fuerzas sublevadas, pero ese día Saif al-Islam se reúne con la prensa extranjera para desmentir su detención, mientras que a esta información se suma que otro de los hijos del coronel, Mohamed, que también se decía detenido, fue liberado por fuerzas leales a Gadafi que lo ayudaron a escapar tras presuntamente haberse entregado, reportó la cadena de Catar Al Jazira. Se desconoce el paradero del líder libio.
Las fuerzas de la OTAN en Libia han alcanzado al menos once objetivos militares del régimen en las últimas operaciones de bombardeo efectuadas, centradas especialmente en Trípoli y Sirte, la ciudad natal del dirigente libio Muamar Gadafi, a las que pretendían acceder los rebeldes, tras el asalto que lanzaron el sábado pasado para afianzar su control de la capital.
Según ha informado la OTAN en un comunicado, las fuerzas aliadas atacaron instalaciones militares que servían de almacén al régimen en las inmediaciones de la capital, así como otro vehículo militar, dos sistemas antiaéreos, un vehículo de apoyo para el lanzamiento de misiles tierra-aire, una lanzadera de cohetes múltiple y un sistema de radar cerca de Trípoli.
Asimismo, desde el 28 de agosto la Alianza confirmó también ataques para neutralizar dos vehículos de apoyo al lanzamiento de misiles tierra-aire de las fuerzas del régimen en las inmediaciones de Sirte, hacia donde los rebeldes trataron de avanzar tras tomar la capital y ha informado de que también han neutralizado un misil tierra-aire en las proximidades de la localidad de Okba. En total durante las últimas 24 horas se destruyeron cerca de Sirte tres centrales de comando, cuatro instalaciones de radar, 22 vehículos armados, dos vehículos de suministro, cuatro radares, tres centros de mando y control, y dos sistemas de misiles antiaéreos y tierra-aire. En total, volaron sobre la zona 42 aviones de combate desde el 28 hasta el 30 de agosto.

El 2 de septiembre aviones Panavia Tornado británicos participaron en un ataque a los edificios en Bani Walid, donde presumiblemente existía un depósito de vehículos militares de las fuerzas leales a Muammar El Gadafi, apunta el periódico The Independent.
Los pilotos descargaron bombas guiadas por el sistema de navegación global (GPS) y de láser Paveway en las zonas residenciales.
Solo entre el lunes 6 de septiembre y la madrugada del martes 7 de septiembre, las fuerzas aliadas realizaron 116 patrullas aéreas sobre Libia, incluidas unas 42 misiones de ataque, según datos facilitados por la Alianza. A lo largo de la jornada del 6 de septiembre sus fuerzas acabaron con 6 tanques y una decena de vehículos de combate.
También se destruyeron en la zona varias piezas de artillería y un almacén de municiones.
Sirte es una de las ciudades que se mantuvo leal a Gadafi y sufrió el asedio de las fuerzas rebeldes.
La OTAN también atacó en las últimas horas otro de los bastiones de la resistencia gadafista, Sebha, donde acabó con una instalación de misiles tierra-aire.
Además, la Alianza informó de que sus aviones destruyeron 3 radares y 3 baterías antiaéreas en Hun y otras 8 en Waddan.
La OTAN evitó, por contra, atacar el tercer gran foco de las fuerzas pro-Gadafi en Bani Walid, donde los rebeldes aseguran estar cerca de un acuerdo para la rendición de la resistencia.
Aunque posteriormente el 10 de septiembre las fuerzas de la OTAN atacaron la localidad de Bani Walid (luego de un ultimátum dado a Gadafi y las fuerzas gadafistas) al tiempo que las fuerzas rebeldes asediaban la ciudad.
En la noche del lunes, el hijo del líder libio, Saadi Gadafi de 38 años, fue interceptado por el militares nigerinos en un convoy que acababa de llegar al norte del país. Poco después en Washington el 13 de septiembre, en un aparente gesto de presión para que se consumara el arresto, y asegurar que el Gobierno nigerino se pusiera en contacto con el Consejo Nacional de Transición (CNT) libio y se dispusiera a detener a Saadi Gaddafi se comunicó con Níger para su arresto, tras interceptarle y llevarle a Niamey, la capital del país. El Gobierno de Níger afirmó que Saadi, uno de los hijos de Muammar Gaddafi, se encontraba "bajo vigilancia" en territorio nigerino, pero su detención de momento no estaba prevista.
El 14 de septiembre la OTAN anunció nuevos bombardeos en Libia contra algunas de las ciudades leales al coronel como Bani Walid y Sirte, quien por cierto volvió a llamar a la resistencia a través de un mensaje televisado.
El 16 de septiembre la Organización noratlántica informó de que sus aviones atacaron en las últimas 24 horas un buen número de objetivos militares de las fuerzas gadafistas en las ciudades de Sebha y de Sirte, donde se registran duros combates entre los rebeldes y la resistencia. Según un comunicado de la Alianza, en esa zona sus bombas destruyeron 8 sistemas de misiles aéreos, 4 lanzacohetes, 2 vehículos armados, 1 tanque y un almacén militar, en una jornada con más actividad de la habitual.
Sin embargo, el 25 de septiembre las fuerzas militares del CNT, respaldadas por bombardeos aéreos de la OTAN, afirmaron haber entrado en la ciudad de Sirte, uno de los últimos bastiones de Muammar Gaddafi. Según varios medios de comunicación, las fuerzas militares antigadafistas han concentrado sus tropas en una plaza situada a un kilómetro del centro de la ciudad.
El 20 de octubre un Predator de la USAF y dos aviones franceses detectaron y pararon un convoy en donde el coronel Gadafi junto con sus fuerzas huian de Sirte, según un alto funcionario de defensa estadounidense el Predator disparó un misil Hellfire contra el convoy en el que se encontraba el ex líder libio, por otra parte el Ministro francés de Defensa, Gérard Longuet, explicó que aviones franceses identificaron y «pararon» el convoy militar en el que se encontraba el Coronel Muamar al Gadafi, mediante el disparo de un proyectil por parte de un avión caza Mirage 2000 pero que los rebeldes dispararon contra las fuerzas pro gadafistas y contra el mismo coronel el cual resultó malherido y posteriormente capturado por los rebeldes. Según otra fuente, Gadafi se encontraba escondido en un agujero debajo de una vivienda en la zona 2 de Sirte, cercada desde hace varios días por los rebeldes e imploró que «no disparen, no disparen» mientras soldados rebeldes lo agarraban.
Finalmente luego de permanecer capturado, la muerte de Muamar Al Gadafi fue anunciada más tarde por el portavoz del Consejo Nacional de Transición Abdel Hafez Ghoga.

### Instrucción militar de los rebeldes libios
Tanto las Fuerzas especiales de los Estados Unidos como las Fuerzas Armadas de Egipto tomaron la decisión de instruir militarmente a rebeldes libios informó Al Yazira. Por otra parte, Al Yazira informó que los rebeldes recibieron un nuevo cargamento de cohetes Katiusha procedente de Egipto. El informante no precisó el origen exacto de las armas de construcción rusa, que sin embargo fueron fabricadas usando la más moderna tecnología armamentista.
Además de los Estados Unidos, Italia envió expertos militares para adiestrar a las fuerzas rebeldes libias. [cita requerida]
Por otra parte el ministro de defensa del Reino Unido Liam Fox reconoció también el entrenamiento a los rebeldes para un enfrentamiento final, según calculan los países aliados involucrados en esta guerra de ocupación contra un estado soberano, como han denunciado el propio El Gadafi, otros líderes y organizaciones regionales.

#### Sospecha de participación de tropas infiltradas clandestinamente
Sin embargo, todo parece indicar que la ayuda a los insurgentes no se limitó al suministro de datos de los servicios de reconocimiento; se cree, según medios británicos, que el Reino Unido participó desde un inicio en acciones desestabilizadoras contra Libia a través de un equipo secreto creado al parecer por Cameron. Poco antes del inicio de los bombardeos de la OTAN el 19 de marzo, se descubrió asimismo la presencia de comandos especiales británicos y de agentes de los servicios secretos (MI6) que ingresaron de manera clandestina a territorio libio para contactar con los sublevados.
Durante varias semanas ya, permanecieron en territorio libio efectivos del Servicio Aéreo Especial (SAS por sus siglas en inglés), informó el periódico The Daily Telegraph,[cita requerida] citando fuentes del ministerio de Defensa.
Según esas fuentes, los soldados británicos de dicha unidad desempeñaron un «papel clave en la caída de Trípoli» vestidos con «ropa típica de los árabes y armados igual que los sublevados».
Se trata del Destacamento 22 del SAS, especializado en operaciones de desembarco y asalto y lucha contra el terrorismo. Parece confirmarse también que su más reciente objetivo era establecer el paradero de Gadafi. Según informa la Agencia de noticias Reuters,[cita requerida] Liam Fox en su entrevista a Sky News se negó a comentar el artículo publicado por The Daily Telegraph.
El presidente de Francia, Nicolas Sarkozy, fue más concreto que Fox, negó las noticias sobre la participación de fuerzas especiales francesas en la operación terrestre en Libia.
Anteriormente, Gadafi había manifestado que sus tropas habían hecho prisioneros a mercenarios iraquíes y egipcios que habrían combatido del lado de los insurgentes. Sin embargo, estos prisioneros nunca fueron enseñados a los periodistas y esta oportunidad de propaganda desaprovechada hizo dudar de aquellas declaraciones iniciales.
El 19 de septiembre las tropas leales al depuesto líder libio, Muammar Gaddafi, tomaron 17 rehenes entre mercenarios insurgentes en la ciudad de Beni Walid, que en los últimos días fue escenario de cruentas batallas entre gaddafistas y rebeldes.
«El grupo, detenido en Beni Valid, está compuesto por 17 mercenarios. Son expertos técnicos. La mayoría de ellos son franceses, hay dos ingleses, un qatarí y un ciudadano de un país asiático», informó el representante de Gaddafi, Musa Ibrahim, en una entrevista con el canal sirio Arrai TV. Al mismo tiempo, la agencia Reuters informó que el gobierno francés y el británico han desmentido una información anterior de la cadena siria, según la cual soldados de la OTAN fueron hechos prisioneros por tropas gaddafistas.

### Combates aéreos y derribos
El 24 de marzo de 2011 un avión caza francés derribo un avión Soko G-2 Galeb del gobierno libio que estaba violando la zona de exclusión. El aparato era un G2 Galeb que sobrevolaba Misrata y que fue interceptado y derribado de inmediato. Además, el 19 de marzo, días antes, otro avión libio (sin conocimiento exacto si era del gobierno o rebelde) fue derribado aunque también sin conocimiento sobre quien lo hizo y como lo hizo.

### Búsqueda de Gadafi
El 25 de agosto el ministro británico de Defensa, Liam Fox, confirmó que los militares de la OTAN proporcionaron información de inteligencia a los rebeldes libios que pretendían capturar al líder libio, Muamar Gadafi.
«Puedo confirmar que la OTAN está proporcionando datos de inteligencia al Consejo Nacional de Transición (CNT) para ayudarle a localizar al coronel Gadafi y a los demás miembros de su régimen», dijo el ministro en una entrevista a la cadena Sky News.
Por su parte con lo que respecta con el servicio de inteligencia estadounidense, oficiales de la Agencia Central de Inteligencia (CIA) se unieron a la búsqueda del líder libio Muammar Gaddafi, quien parecía se escondía en el país norteafricano. Esta información fue filtrada al 'Wall Street Journal' por representantes de la administración del presidente Barack Obama.
Según ellos, en la búsqueda participaron agentes que se encontraban en Trípoli y otras localidades de Libia, así como satélites, aviones de reconocimiento y aparatos no tripulados. «Es claro que para poner fin al conflicto en Libia es imprescindible encontrar a Gaddafi», comentaron las fuentes al rotativo. «Por eso este objetivo se ha convertido ahora en uno de los más importantes».
Los servicios de inteligencia estadounidenses creyeron que Gaddafi no había dejado el país y que había salido de su residencia en Trípoli, Bab El Aziziya, solo unos días antes de que los rebeldes llegaran a controlar la zona.
Los representantes de la administración también especificaron los métodos que pueden ser aplicados contra Gaddafi en caso de ser ubicado: el bombardeo del lugar, asalto con los medios de la CIA o con la participación de las fuerzas especiales británicas o francesas.
Al mismo tiempo, la portavoz del Departamento de Estado de EE. UU., Victoria Nuland, negó la participación de la CIA en los intentos de encontrar a Gaddafi. Aseguró que en la búsqueda no participaron agentes estadounidenses, ni los de la OTAN. Según ella esta labor la realizaron solamente los libios.
El 9 de septiembre la Organización Internacional de Policía Criminal, Interpol, emitió orden de arresto contra el ex líder libio Muammar Gaddafi, su hijo Saif al-Islam y el ex jefe de la inteligencia del país, Abdullah al-Senussi. Esta decisión, según las autoridades de Interpol, impidió significativamente posibles intentos de Gaddafi, al-Islam y al-Senussi de cruzar las fronteras y con ello ayudar a detenerlos.
Mientras tanto, tras apoderarse de Trípoli y llegar a controlar casi todo el territorio del país, los insurgentes libios descubrieron que en las reservas estatales faltaron unas 29 toneladas de oro, que constituyeron unos 1.000 millones de dólares. Según ellos el metal precioso fue usado por Gaddafi, en parte, para pagar a su gente, y el restante fue enviado a Níger.

#### Persecución de Gadafi
El 15 de septiembre el presidente francés, Nicolas Sarkozy, y el primer ministro británico, David Cameron, llegaron a la capital libia donde sellaron el compromiso de seguir apoyando a la máxima autoridad rebelde libia y coincidieron en que Muammar Gaddafi debía ser capturado y juzgado de acuerdo con el derecho internacional.
«Ayudaremos a los rebeldes libios a encontrar al dictador y llevarlo ante la justicia», declaró Cameron, prometiendo a los libios que el Gobierno británico colaboraría para estabilizar al país. Además, admitió que se sentía «orgulloso del papel desempeñado por el Reino Unido en la liberación del pueblo libio», pero aclaró que han sido los libios los que la han conseguido.
Por su parte, el presidente del Consejo Nacional de Transición libio (CNT), Mustafa Abdulyalil, mencionó que «la victoria nunca habría sido posible sin la ayuda de los aliados y especialmente de Francia y del Reino Unido».
Cameron viajó acompañado por el ministro británico de asuntos exteriores, William Hague, y espera anunciar un paquete de ayuda a Trípoli para apoyar el proceso de transición destinado a conseguir una Libia democrática y libre.
Francia y Gran Bretaña fueron dos de los principales países que insistieron en la aprobación de la zona de exclusión aérea sobre el país norteafricano. Y también apoyaron la resolución de la ONU sobre Libia.

#### Muerte de Gadafi
Sirte, el último reducto gadafista en pie, fue tomada el día 20 de octubre. En la batalla, la cual llevó el nombre de dicha ciudad, el ex-líder libio Muamar el Gadafi, fue capturado por los rebeldes y falleció por causas aún por determinar. Pronto aparecieron vídeos de Gadafi poco antes de su muerte y de su cadáver. La ONU ha demandado una investigación sobre su muerte pues, aunque el CNT asegura que murió a causa de sus heridas en un tiroteo, hay bastantes indicios que apuntan que fue asesinado por los soldados rebeldes que le custodiaron después de su detención. El hijo de Gaddafi, Moatassem, también fue capturado y ejecutado.[cita requerida]

#### Reacción internacional ante la noticia
- Estados Unidos: El presidente estadounidense Barack Obama dijo que la muerte de Muamar Gadafi puso «fin a un largo y doloroso capítulo» para el pueblo libio, y llamó a las nuevas autoridades de Trípoli a forjar un país «democrático».[118]

- Francia: «La desaparición de Muamar Gadafi es un gran paso en la lucha llevada adelante desde hace más de ocho meses por el pueblo libio para liberarse del régimen dictatorial y violento que le fue impuesto durante más de 40 años», sostuvo el presidente francés, Nicolas Sarkozy, en un comunicado.

- Reino Unido: El primer ministro británico, David Cameron, llamó a «recordar a todas las víctimas» del régimen de Gadafi, incluidas las 270 del atentado contra un avión de la compañía estadounidense PanAm que estalló sobre la localidad escocesa de Lockerbie en diciembre de 1988.

- Organización de las Naciones Unidas: El secretario general de la ONU, Ban Ki-moon, dijo que la noticia de la muerte de Muamar Gadafi marca una «transición histórica», pero advirtió que aún quedaban muchos escollos para pacificar totalmente al país.

«Vamos a reconocer inmediatamente que esto es solo el fin del principio. El camino por delante para Libia y su pueblo será difícil y lleno de desafíos. Ahora es el momento de que todos los libios se unan», dijo Ban.
- Alemania: La canciller alemana, Angela Merkel, dijo que el fallecimiento de Gadafi deja libre el camino para un nuevo comienzo pacífico en el país.

- España: La ministra española de Relaciones Exteriores, Trinidad Jiménez, hizo hincapié en que son los libios quienes deben decidir su futuro tras la muerte del ex líder, “se trata del inicio de una nueva época en la que el futuro solo podrá ser decidido por el pueblo libio”, expresó desde Málaga.

- Rusia: El presidente ruso, Dmitri Medvédev, dijo esperar que la captura de Gadafi lleve a la paz y a un gobierno democrático en Libia. «Esperamos que haya paz en Libia, y que todos aquellos que gobiernan el estado, diferentes representantes de las tribus libias, alcancen un acuerdo final sobre la configuración del poder».

Amnistía Internacional: «El legado de represión y abusos del gobierno del coronel Muammar Gadafi no terminará hasta que haya un recuento completo del pasado y los derechos humanos sean integrados en las nuevas instituciones libias», señaló Hassiba Hadj Sahraoui, subdirector de AI para el norte de África y Oriente Medio.

## Negativa de la OTAN hacia el despliegue de tropas en Libia
El secretario general de la OTAN, Anders Fogh Rasmussen, dejó en claro que son los rebeldes libios que lucharon contra las fuerzas del dirigente del país, Muamar Gadafi, los que debían combatir en tierra, y descartó la posibilidad de que la misión militar internacional en Libia fuera a ir más allá de sus objetivos iniciales.
Los progresos de los rebeldes fueron lentos, aunque afirmaron que en la última semana hicieron avances considerables. Rasmussen indicó que «a fin de cuentas (…), corresponde a las fuerzas opositoras luchar en tierra». «Porque nosotros no tenemos ninguna intención de desplegar tropas», recalcó. Por su parte también lo expresó el primer ministro británico, David Cameron, y el embajador de Italia en Rusia, Antonio Zanardi Landi, ambos insistieron en que la OTAN no se encaminaba hacia el despliegue de tropas terrestres en Libia porque no estaba permitido por el mandato de la ONU que autorizó ataques aéreos en el país. También el presidente estadounidense, Barack Obama, pidió que cesen en Libia «todos los ataques contra civiles» por parte del régimen de Muamar Gadafi y ha aseguró que no habría tropas terrestres norteamericanas en territorio libio tras la resolución del Consejo de Seguridad de la ONU que autorizó la creación de una zona de exclusión aérea.

## Datos logísticos acerca de la intervención
Los países de la OTAN y los socios de la región como Catar, Emiratos Árabes Unidos y Jordania que participan en la misión militar en Libia han realizado más de 21.660 patrullas aéreas desde el inicio de la operación, a finales de marzo, incluidas unas 8.140 misiones de ataque en busca de un objetivo concreto que derribar.

## Fin de la intervención militar
Los países conformantes de la Organización del Tratado del Atlántico Norte a través del Consejo de Seguridad de Naciones Unidas acordaron el 15 de octubre dar fin a la intervención militar y dejar Libia el 31 de octubre de 2011. Aseguraron que la misión fue un éxito y que ya está acabada. Embajadores de los 28 países miembros de la OTAN reunidos en Bruselas formalizaron una decisión preliminar alcanzada hace una semana para dar por terminada una misión que se ha extendido desde el 19 de marzo de 2011 hasta el 31 de octubre del mismo año, pero a pesar del retiro de las fuerzas extranjeras, la resolución de la ONU no levanta el embargo de armas u otras sanciones de la ONU a Libia que llevan en vigor desde hace medio año.

## Críticas
La intervención militar occidental en el conflicto libio, ha sido ampliamente criticada debido a la naturaleza de su ímpetu. Algunos críticos alegan que los verdaderos motivos de la operación tenían más que ver con la gran presencia de recursos en la zona, que con la solventación de las carencias humanitarias y democráticas en Libia. Libia, a pesar de su escasa población, es conocida por poseer vastos recursos, principalmente en forma de petróleo y oro. Es uno de los miembros activos de la OPEP y uno de los mayores productores de petróleo en el mundo. Antes de la guerra la producción de barriles superaba los 1,6 millones diarios, de los que el 70% eran gestionados a través de la empresa National Oil Corporation controlada por el gobierno. Además, el Fondo soberano de inversión libio (The Lybian Investment Authority) era el fondo más grande de este tipo en todo el mundo, manejando bienes valorados en aproximadamente 56.000 millones de dólares (US$). Entre estos activos se incluían más de 100 toneladas de oro alojados en la reserva federal del Banco Central de Libia.
Varios líderes de países tanto orientales como occidentales se pronunciaron en contra de la intervención por parte de la OTAN y el resto de países beligerantes en el conflicto libio. Entre estos se encuentran el primer ministro de la India, Manmohan Singh, que fue muy crítico con la intervención, censurando la actuación de la coalición en un discurso en la ONU en septiembre de 2011; el presidente de Venezuela, Hugo Chávez, que se refirió a Gadafi como a un mártir"); el Líder Supremo de Irán, Ali Khamenei, que dijo apoyar a los rebeldes pero no la intervención occidental; el presidente de Zimbabwe, Robert Mugabe, que se refirió a las naciones occidentales como "vampiros"); así como los gobiernos de Raúl Castro en Cuba; Cristina Fernández de Kirchner en Argentina; Daniel Ortega en Nicaragua; Kim Jong-il en Corea del Norte; e Hifikepunye Pohamba en Namibia.
El propio Gadafi tildó la intervención de "invasión colonial y de cruzada, propicia a provocar una guerra a nivel mundial, sentimiento que fue apoyado por el primer ministro de Rusia, Vladímir Putin". El presidente Hu Jintao de la República Popular China aseveró, "El diálogo y otros medios pacíficos deben ser la última solución a los problemas," y añadió, "Si la acción militar conlleva un desastre para la población y causa una crisis humanitaria, entonces irá en contra del propósito de la resolución de la ONU"
El presidente italiano Silvio Berlusconi, a pesar de el importante papel que jugaba su país en la misión de la OTAN también habló en contra de ella "Tenía las manos atadas por el voto del parlamento de mi país. Pero estaba y estoy en contra de esta intervención que terminará de una manera que nadie sabe" y añadió "Esto no ha sido un levantamiento popular porque Gadafi era querido por su gente, como pude comprobar cuando fui a Libia."
El 11 de abril de 2011, el expresidente de España José María Aznar, criticó la intervención militar en el conflicto libio a favor de los rebeldes y calificó a Gadafi de "amigo de occidente".
Mas aún, las críticas también han sido referidas a la forma en que la operación fue dirigida. Según Michael Kometer y Stephen Wright, el resultado de la intervención fue alcanzado más por inercia que por un adecuado diseño. Al parecer el mando político era inconsistente debido a la vaguedad del mandadato de la ONU y la falta de consenso dentro del mando de la OTAN. Esta falta de una clara directiva política se tradujo en un plan militar incoherente a nivel operativo. Un suceso así podría afectar a las futuras operaciones de la OTAN que conciernan asuntos de confianza.

## Medios militares puestos a disposición de la OTAN
- Bélgica

- 6 F-16 del Componente Aéreo Belga El cazaminas marino belga, Narcis, también participó en un principio y fue posteriormente sustituido por el Lobelia en agosto.

- Bulgaria

- El navío búlgaro, Drazki, participó en el bloqueo marítimo junto con un gran número de "fuerzas especiales navales", dos equipos médicos y otro equipo de ayuda humanitaria. La fragata abandonó el puerto el 27 de abril y llegó a la costa de Libia el 2 de mayo. Patrulló durante un mes, antes de volver a Bulgaria, con una parada de reabastecimiento en el puerto griego de Souda.

- Canadá

- 7 CF-18 de la Escuadrón 425 de la base de Bagotville
- 2 CC-150 Polaris aviones de repostaje
- 2 CC-177 Globemaster III aviones de transporte pesado
- 2 CC-130J Hercules
- 2 CP-140 Aurora, avión de patrulla marítima

Además Marina Real Canadiense participó con:
- 2 fragatas Clase Halifax HMCS Charlottetown y HMCS Vancouver.
- Un total de 440 efectivos de las fuerzas canadienses participaron en la Operación Mobile. Se desarrollaron operaciones dirigidas por la joint task force 2 en asociación con el Special air service británico (SAS) y el Special Boat Service (SBS), como parte de la contribución canadiense.

- Dinamarca

- 4 F-16,
- 1 un avión de transporte y 90 personal de apoyo
- 2 F-16 de la reserva.

- EAU: Podrían unirse a la coalición hasta 24 aviones de combate compuestos de Mirage 2000-9 y F-16.

- España
  - Ejército del Aire de España

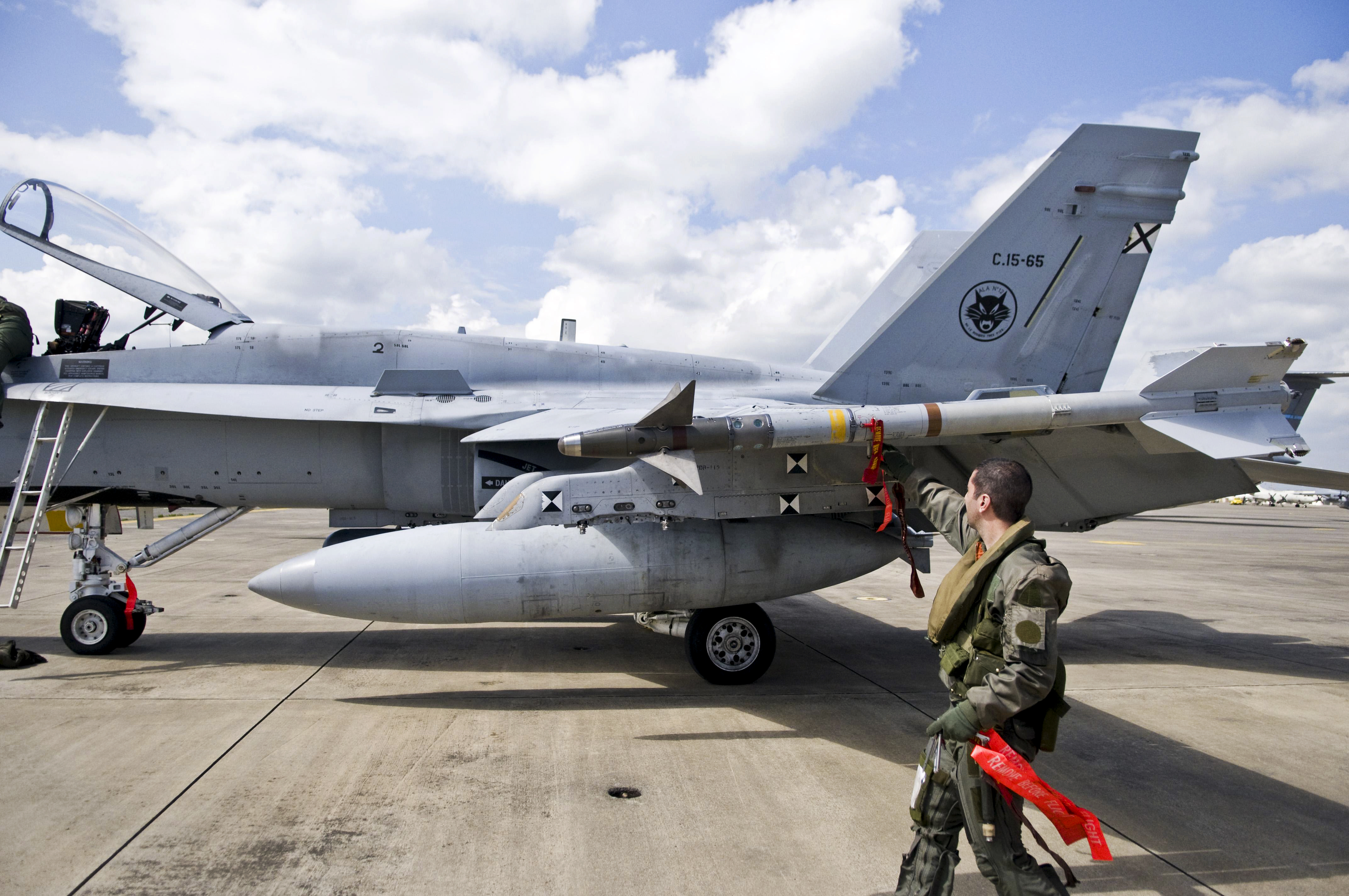
EF-18 Hornet español repostando en la Estación Aeronaval de Sigonella, Italia, el 22 de marzo de 2011.

    - 4 cazas EF-18M Hornet del Ala 12
    - 2 avión cisterna Boeing 707-331B(KC)[163]
    - 1 avión de vigilancia marítima CASA CN-235 VIGMA.[164]

  - Armada Española
    - La fragata Méndez Núñez (F-104) de la clase Álvaro de Bazán, que retornó a su base el 29 de junio de 2011 tras 101 días,[165] tras ser relevada por la Almirante Juan de Borbón (F-102).[166] El 29 de septiembre de 2011, zarpó para relevarla desde su base en Ferrol la Álvaro de Bazán (F-101) que retornó la base naval de Rota el 2 de noviembre.[167]
    - El submarino Tramontana (S-74) de la clase Agosta (1 mes), sustituido a finales de abril por el submarino de la misma clase Mistral (S-73),[168] regresando este último a su base el 30 de junio de 2011, sin que fuera sustituido por ningún otro buque.[169]
- Estados Unidos
  - Armada de los Estados Unidos[170]
    - USS Mount Whitney (LCC-20), el buque de mando de la Sexta Flota de los Estados Unidos
      - El grupo anfibio Kearsarge, compuesto por:
        - USS Kearsarge (LHD-3), un buque de asalto anfibio de la clase Wasp.
        - USS Ponce (LPD-15), un buque de asalto anfibio de la clase Austin.

      - USS Barry (DDG-52), un destructor lanza misiles de la clase Arleigh Burke.
      - USS Stout (DDG-55), otro destructor lanza misiles de la clase Arleigh Burke.
      - USS Providence (SSN-719), un submarino nuclear de ataque de la clase Los Angeles.
      - USS Scranton (SSN-756), otro submarino nuclear de ataque de la clase Los Angeles.
      - USS Florida (SSGN-728), un Submarino nuclear lanza misiles balísticos de la clase Ohio[171]
      - USNS Kanawha (T-AO-196) un buque de aprovisionamiento logístico de la clase Henry J. Kaiser.[172]
      - USNS Lewis and Clark (T-AKE-1) un granelero de la clase Lewis and Clark.[173]
      - USNS Robert E. Peary (T-AKE-5) otro granelero de la clase Lewis and Clark.
      - Enviado el grupo anfibio Bataan, compuesto por el USS Bataan (LHD-5), el USS Mesa Verde (LPD-19) y el USS Whidbey Island (LSD-41).[174]

    - 5 aviones de guerra electrónica EA-18G Growler operando desde la Estación Aeronaval de Sigonella y la Base Aérea de Aviano.[175][176]
    - 1 avión Inteligencia electrónica (ELINT) EP-3E.[173]
    - 2 aviones de vigilancia marítima P-3C Update 3.
    - 2 aviones de vigilancia marítima P-3C AIP.

  - Fuerza Aérea de los Estados Unidos[177]
    - 3 bombarderos furtivos B-2 Spirit operando desde la Base de la Fuerza Aérea Whiteman (Misuri).[178]
    - 2 bombarderos B-1B Lancer.[179]
    - 10 cazabombarderos F-15E Strike Eagle operando desde RAF Lakenheath.[175][180]
    - 8 cazas polivalentes F-16C Fighting Falcon desde la Base Aérea de Spangdahlem.[175]
    - 2 helicópteros de búsqueda y rescate en combate HH-60 Pave Hawk procedentes de RAF Lakenheath operando desde el USS Ponce (LPD-15).[181]
    - Avión de guerra electrónica (interferidor de comunicaciones) EC-130H Compass Call
    - Avión de operaciones psicológicas EC-130J
    - Avión de inteligencia de señales (SIGINT) RC-135V/W Rivet Joint.[182]
    - 2 aviones artillados Lockheed AC-130[179]
    - 6 aviones de ataque a tierra A-10 Thunderbolt II.[179][183]
    - Avión de vigilancia no tripulado RQ-4 Global Hawk
    - Avión de reconocimiento Lockheed U-2.[184][185]

  - Cuerpo de Marines de los Estados Unidos
    - 26ª Unidad Expedicionaria de Marines
    - 4 aviones de ataque AV-8B Harrier II de la 26.ª Unidad Expedicionaria de Marines, operando desde el USS Kearsarge (LHD-3).[175][186]
    - 2 convertiplanos MV-22 Osprey de la 26.ª Unidad Expedicionaria de Marines que participaron en el rescate del piloto.[187]
    - 2 helicópteros pesados CH-53E Super Stallion de la 26.ª Unidad Expedicionaria de Marines que participaron en el rescate del piloto.[187]
    - 1 avión KC-130J Super Hercules de la 26.ª Unidad Expedicionaria de Marines que participaron en el rescate del piloto.[187]

- Francia
  - Ejército del Aire[188]
    - 8 × Cazas Dassault Rafale del escuadrón EC 01.007 Provence, Base Aérea 113 Saint-Dizier-Robinson
    - 6 × Cazas Mirage 2000-5 del escuadrón EC 01.002 Cigogne, Base Aérea 102 Dijon-Longvic
    - 6 × Cazabombarderos Mirage 2000D del escuadrón EC 03.003 Ardennes, Base Aérea 133 Nancy-Ochey
    - 2 × Cazas de reconocimiento Mirage F1CR del escuadrón ER 02.033 Savoie, Base Aérea 112 Reims-Champagne[189]
    - 6 × Aviones cisterna KC-135 Stratotanker del GRV 02.093 Bretagne, Base Aérea 125 Istres-Le Tubé
    - Avión AWACS E-3F Sentry del 36ème EDCA, Base Aérea 702 Avord
    - Avión de vigilancia electrónica (SIGINT) Transall C-160G del EET 01.054 Dunkerque, Base Aérea 128 Metz-Frescaty

  - Marina Nacional[188][190]
    - Task Force 473[191]
      - Portaaviones Charles de Gaulle (R91)
        - 8 × Cazas Rafale M
        - 6 × Aviones de ataque Super Étendard
        - 2 × Aviones de alerta temprana E-2C Hawkeye
        - 2 × Helicópteros polivalentes Dauphin
        - 2 × Helicópteros utilitarios Alouette III
        - Destacamento de helicópteros de transporte del Ejército del Aire formado por 1 × Puma y 2 × Caracal

      - Destructor antiaéreo Forbin (D620)
      - Fragata antiaérea Jean Bart (D615)
      - Fragata Dupleix (D641)
      - Fragata Aconit (F713)
      - Buque de aprovisionamiento logístico Meuse (A607)
      - Submarino de ataque nuclear Améthyste (S605)[192][193]
- Grecia

Las fuerzas aéreas griegas contribuirán con
- 4 F-16.
- 1 fragata con 2 helicópteros Super Puma y un Embraer R-99

- Italia

- 4 Tornado
- 4 cazas no determinados.

La Marina italiana tienen varios buques participando en la operación:
- 1 fragata de Clase Horizon Andrea Doria
- 1 portaaviones Giuseppe Garibaldi
- 1 fragata de Clase Maestrale Euro
- 1 patrullera de Clase Cassiopea Libra
- 1 buque de Aprovisionamiento en combate Etna.

- Noruega

- 6 cazas F-16.

- Países Bajos

- 6 cazas F-16.

- Catar:

- 5 Mirage 2000-5

- Reino Unido

La FA británica contribuye aviones
- Tornado GR.4
- Eurofighter Typhoon
- aviones de alerta temprana
- Boeing E-3 Sentry.

La Marina británica contribuye
- 1 submarino de la Clase Trafalgar (HMS Triumph)
- 2 fragatas
  - HMS Cumberland
  - HMS Westminster.